# Vigna mendesii
Vigna mendesii är en ärtväxtart som beskrevs av Antonio Rocha da Torre. Vigna mendesii ingår i släktet vignabönor, och familjen ärtväxter. Inga underarter finns listade i Catalogue of Life.